# Rhodèsia i Nyasalàndia

Mapa de la Federació de Rhodèsia i Nyasalàndia

Bandera de la Federació de Rhodèsia i Nyasalàndia. L'escut fou dissenyat per M.J. Morris i fou aprovat per patent de 22 de juliol de 1954. La bandera del governador duia l'escut en un disc blanc al centre envoltat per una garlanda de llorers.

Escut de la Federació de Rhodèsia i Nyasalàndia

Insígnia de la Força Aèria de la Federació

La Federació de Rhodèsia i Nyasalàndia (Federation of Rhodesia and Nyasaland), també coneguda com a Federació de l'Àfrica Central (Central African Federation o CAF), fou una colònia de la corona britànica establerta l'1 d'agost de 1953 i que va existir fins al 31 de desembre de 1963. La formaven la colònia amb autogovern (des de 1923) de Rhodèsia del Sud, i els protectorats britànics de Rhodèsia del Nord i Nyasalàndia.

## Història

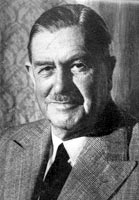
Sir Godfrey Martin Huggins

L'objectiu de la federació va ser primer per contrarestar la Unió de Sud-àfrica, govern dirigit pels nacionalistes afrikaners hostils als interessos britànics. Va ser per sanejar l'economia tant de Rhodèsia com de Nyasalàndia i servir com a reserva útil laboral a la industrialització de la regió. L'associació racial proposada dins d'un govern multiracial era salvaguardar els interessos de l'imperi colonial britànic i ser un model per a altres estats assotats per les revoltes nacionalistes com Kenya.
Va ser després de descobrir les mines de coure a Rhodèsia del Nord en 1920 que va emergir aquest desig d'unió entre Rhodèsia. Colons de Rhodèsia del Nord esperaven assegurar la seva supremacia blanca mitjançant la formació amb els colons de la Rhodèsia del Sud d'una comunitat més gran, mentre que aquesta ho van veure com una benedicció per esmorteir el pes del seu deute. El govern britànic, que va tractar de defensar els interessos dels africans sota el seu protectorat, es va oposar a aquest projecte.
El 1937 no obstant, la Reial Comissió Bledisloe va ser encarregada d'estudiar la qüestió de l'associació de les dues Rhodèsies i Nyasalandia. Es va concloure al març de 1939, amb la impossibilitat d'establir una federació a causa de les diferències en l'estat d'aquests assentaments i les pràctiques polítiques amb els "indígenes". Mentre que afirmava la necessitat d'una cooperació més estreta entre les tres entitats, la comissió va assenyalar també l'oposició unànime de la Rhodèsia del Nord negre a qualsevol intent de fusió.
Després de la Segona Guerra Mundial, els partidaris de la federació, però, van reprendre la seva ofensiva.

## Els opositors al principi de la federació
La idea d'unir les tres colònies britàniques va provocar des del començament una dura oposició. A Rhodèsia del Sud sobretot, els blancs van pensar que les altres dues colònies eren "massa negres per ser fora de perill", i que el risc d'aquests estats aclaparats per la seva pròpia població negre s'incrementaria si es combinaven. Als blancs de Rhodèsia del Nord els agrada menys la "solució de problemes del Sud", que mostrava un complex d'inferioritat.
Finalment per als africans, la federació és simplement una forma dels blancs per mantenir i ampliar la seva supremacia al sud d'Àfrica sobretot perquè el principi de combinació racial ja no seria administrat per l'Oficina Colonial (Administració Colonial) sinó pels colons de Rhodèsia del Sud. Per a ells, les garanties atorgades eren només paraules sobre el paper i denunciaven la immigració europea a Rhodèsia del Sud. Temien, per contra, que es retallarien els drets polítics i socials gaudits pels africans a Rhodèsia del Nord i a Nyasalàndia i que eren desconeguts al Sud. Per tant, la seva evolució cap a la independència política es veuria compromesa.
L'establiment de la federació era doncs contra els desitjos de les organitzacions indígenes, ja que la influència dels blancs rhodesians havia de ser aclaparadora. Godfrey Martin Huggins, primer vescomte Malvern, primer ministre de Rhodèsia del Sud, volia crear un estat únic però els britànics s'inclinaven pel sistema de federació. L'oficina colonial governava els dos protectorats mentre la colònia era governada per l'Oficina de relacions de la Commonwealth; els dos protectorats s'oposaven a l'hegemonia de la colònia i dels blancs que la governaven. Nyasalàndia no interessava a cap part perquè no tenia reserves minerals i la seva població blanca era molt reduïda, però Rhodèsia del Nord tenia grans mines de coure que els colons blancs del sud volien controlar.

## Els partidaris del principi de federació
El més entusiasta eren els blancs de Rhodèsia del Nord, que temien que l'Oficina Colonial no imposés l'autonomia en la forma en què s'havia fet a Ghana. Els sudrhodesians (rhodies) ho van veure com una manera de netejar el seu dèficit econòmic i el manteniment a nivells baixos de les taxes i impostos. No obstant això, van rebutjar per unanimitat els nous drets que es concedien als negre: hi havia 42 blancs per cada negre a Rhodèsia del Nord, 1 blanc per cada 13 negres a Rhodèsia del Sud i 1 blanc per cada 1598 negres a Nyasalàndia.

## Configuració
La Federació fou l'obra d'Andrew Cohen, un intel·lectual idealista, assistent en aquell temps a l'Oficina Colonial del subsecretari per a Assumptes Africans; ell fou l'arquitecte de la federació. Traumatitzat per l'Holocaust, Cohen va ser un humanista, advocat de la integració i un adversari resolt de la discriminació racial. Va ser, però, un radical i es va mantenir disposat a contemporitzar els seus ideals per evitar una amenaça més gran, va dir: el risc que Rhodèsia del Sud caigui en l'òrbita política del govern sud-africà encapçalat pel Partit Nacional i amb el nacionalisme afrikaner, acabant per adoptar una política d'apartheid. Per evitar la introducció de la supremacia blanca tan radical i inflexible com la d'aleshores a Sud-àfrica, Cohen preferí proposar i defensar un sistema paternalista obert a un futur multiracial. Va aconseguir finalment el suport del ministre laborista de les Colònies, James Griffiths, i de Godfrey Huggins, el primer ministre de Rhodèsia del Sud.
Les negociacions van començar el 8 de novembre de 1950. Una conferència preliminar es va celebrar a Victoria Falls en 1951 i una altra a Londres el gener de 1952. Van caler tres anys per poder-la establir.
Un projecte de constitució provisional (ajustable després de 7 anys) va ser publicat al juny de 1952. El Parlament britànic va haver d'accedir per 304 vots contra 260 en el nom de Rhodèsia del Nord i Nyasalandia. En la colònia autònoma de Rhodèsia del Sud, els blancs van ser consultats per referèndum a l'abril de 1953. Dels 40.000 votants, 15.000 van rebutjar el principi de la federació de Rhodèsia, sent principalment d'origen afrikaner, però també els membres de la classe obrera tement l'africanització dels serveis europeus i colons irreductibles i racistes. El projecte de Constitució va ser aprovat per 25 000 votants.

## Els drets constitucionals
La federació instaurava un govern federal i la concessió de certs drets als africans. Aquests es van associar amb les decisions del govern perquè poguessin adquirir experiència en la gestió empresarial i una data futura, la possibilitat d'exercir el poder real. Els negres podien votar però les condicions d'accés a la votació eren tan dràstics que el 1950, menys d'un miler d'ells tenia una credencial d'elector. No obstant això, sis dels 35 membres del parlament federal eren negres i a més tres blancs havien de vetllar pel compliment amb els interessos dels africans. També es va establir un comitè d'assumptes africans, amb la responsabilitat de vetllar pel compliment dels interessos africans. Es podria apel·lar al govern britànic si es considera que no es respectaven els drets dels africans. El sud de Rhodèsia, però, va mantenir el seu govern autònom per als assumptes interns.
A diferència de la Sud-àfrica de l'apartheid, els funcionaris de Rhodèsia van coincidir que els negres podrien algun dia convertir-se en una majoria dels Parlamentaris de la federació.

## El govern de la Federació
Finalment l'1 d'agost de 1953 fou formalment constituïda amb un govern federal, tres territorials i un govern colonial britànic. L'inicial primer ministre de la Federació va ser Sir Godfrey Huggins (ennoblit amb el títol de Lord Malvern) i exprimer ministre de Rhodèsia del Sud des de 1933, fins al 7 de setembre de 1953 quan va prendre possessió del càrrec federal de manera formal. Alguns ministres negres van entrar al gabinet federal (abans de la II Guerra Mundial només hi havia 70 negres amb dret de vot a Rhodèsia del Sud) però els africans no van parar de demanar un major paper. Els blancs pel contrari volien la plena independència dins la Commonwealth.
Des del principi, la federació patiria l'atac dels seus oponents que van buscar canviar el sistema. Per tant, F.M. Van Eeden, membre del Partit Federal a Rhodèsia del Sud, va proposar que la federació es dividís de nou i el cinturó de coure del nord de Rhodèsia s'integrés a Rhodèsia del Sud i formés un domini blanc, mentre que els territoris restants tornarien sota la supervisió de l'Oficina Colonial. La proposta va provocar un escàndol i va ser expulsat del partit federal tot i que era un membre prominent del govern i el parlament.
El govern federal primer va tractar de desenvolupar la indústria, el monopoli dels colons i l'agricultura blanques, especialment les plantacions de tabac. No obstant això, no va poder evitar l'empobriment de les zones rurals.
Un dels projectes emblemàtics (i llegat històric) de la Federació va ser la construcció de la represa hidroelèctrica de llac Kariba que va requerir l'evacuació de milers d'africans de les seves terres ancestrals i l'evacuació de milers d'animals (Operació Noè). El resultat final va ser la creació d'un llac artificial 200 quilòmetres de llarg amb un ample de 30 a 50 km. L'energia disponible era per a les grans ciutats i àrees industrials com la mineria del cinturó de coure de Rhodèsia del Nord. La política d'escolarització federal va permetre el desenvolupament d'escoles primàries i secundàries.
En els primers anys, la Rhodèsia del Sud va pensar que havien aconseguit el projecte amalgama de Cecil Rhodes i s'havien unit sota un govern dels territoris que Rhodes havia conquerit en nom de la corona britànica. Però la gran població africana majoria a Nyasalàndia finalment desestabilitzaria la federació. Tot i l'entrada d'africans en l'alta direcció de la Federació, la població africana encara ho veia com un exemple del colonialisme i de la supremacia blanca. L'existència en la federació de Nyasalàndia, per diverses raons, va ser impugnada, especialment perquè aquest territori tenia una petita elit negre, ben educada, nacionalista, reivindicadora i anglòfila.
El 10 de febrer de 1955, el Col·legi multiracial de Rhodèsia i Nyasalàndia fou fundat per Cèdula Real.
El 1955 Lord Malvern va ser reemplaçat per Roy Welensky per encapçalar el govern federal. És també aquest any que en el coronel David Sterling fundava la "Societat Africana Capricorn", la primera associació multiracial. Els Partits federals que no eren racistes, i molts africans, van començar a unir-se. Així Joshua Nkomo es va unir al Partit Unit Federal de Godfrey Huggins mentre Ndabaningi Sithole es va unir al Partit Central Africà de Garfield Todd. I altres van fundar el seu propi partit, com la Lliga de la Joventut a Salisbury. El 1957, la companyia Capricorn, dirigida per Robert Chikerema, va organitzar amb èxit un boicot als autobusos en protesta contra l'augment de tarifes.
El 12 de setembre 1957, a Salisbury, Joshua Nkomo, que havia posat fi a la seva militància en el Partit Unit federal, va fundar l'ANC (Congrés Nacional Africà) de Rhodèsia i es va convertir en el seu primer president. Des de 1958 Welensky i Edgar Whitehead, cap de Govern de Rhodèsia del Sud, davant els creixents disturbis polítics nacionalistes africans, els van reprimir violentament.
Les relacions entre el Ministeri d'Afers Estrangers britànic i la Federació es van deteriorar, especialment sota el mandat del primer ministre britànic Harold Macmillan. El juny de 1956 el governador general Sir Arthur Benson, va escriure una carta confidencial en que criticava la nova constitució planejada per la Federació i al primer ministre federal Sir Roy Welensky; aquesta carta va caure el 1958 en mans de l'antic primer ministre Huggins (Lord Malvern) que la va revelar a Welensky. Això va portar a una greu crisi entre el poder colonial (Whitehall) i el govern de la federació; el conflicte es va resoldre discretament i es van fer algunes modificacions constitucionals però ara se sap que Welensky va considerar una declaració unilateral d'independència si bé va acabar per descartar-ho.
Oponents africans de la federació organitzaren protestes sorolloses sota la direcció del Dr. Hastings Banda, líder del Congrés Nacional Africà de Nyasalandia (després Partit del Congrés de Malawi) i de Kenneth Kaunda, un dels líders del Congrés Nacional Africà de Zàmbia (un partit escindit de 'ANC de Rhodèsia del Nord). El juliol de 1958, Hastings Banda va tornar a Nyasalàndia des de Ghana on exercia. A l'octubre Kenneth Kaunda, de posicions més radicals, va esdevenir cap del Congrés Nacional Africà de Zàmbia. Al febrer de 1959, Banda va llançar una campanya de desobediència civil. El març de 1959 el Congrés Nacional Africà de Zàmbia fou prohibit i Kaunda fou empresonat durant nou mesos, però el seu lloctinent Mainza Chona va treballar amb altres nacionalistes i va fundar el Partit Unit Nacional per la Independència (United National Independence Party, UNIP). També els primers mesos de 1959 va començar l'agitació a Nyasalàndia contra la federació amb manifestacions al carrer que van fer necessari declarar l'estat d'emergència. Banda i altres dirigents foren detinguts i el partit prohibit i tropes sudrodhesianes es van desplegar per garantir l'orde. L'estat d'emergència va ser proclamat el 1959 a cadascuna de les tres colònies de la federació. Banda i els líders de l'ANC Nyasalàndia van ser detinguts i el seu partit posat fora de la llei. Tropes Territorials a Rhodèsia del Sud van ser desplegades poc després per mantenir l'ordre en tota la federació.
Els britànics van començar a veure el futur de la federació complicat. Malgrat el suport del Secretari de la Commonwealth, Sir Alec Douglas-Home, Welensky es va adonar que dins del govern britànic volien la mort de la federació. Així, el secretari colonial britànic, Ian Macleod era partidari del govern de la majoria i els drets dels africans, i no va ocultar que volia dissoldre la federació. Macmillan, qui s'inclinava més cap a les posicions de Douglas-Home, volia mantenir una línia de partit conservador progressiu. Es va crear una comissió dirigida per Walter Monckton. Sir Alec Douglas-Home (després Lord Home), secretari de la Commonwealth, va anar a Rhodèsia a parlar amb Welensky, però de la reunió va sortir el suport a la Federació, mentre pel contrari, l'Oficina colonial dirigida per Ian Macleod afavoria les pretensions dels africans i demanava la dissolució.
Durant la crisi congolesa els africans van veure com Welensky donava suport a la independència de Katanga.
El 1960, una revisió de la constitució interina de 1953 va haver de ser negociat entre el govern britànic, el govern federal i els líders africans negres. Van sortir de la conferència constitucional a protestar contra l'estat d'emergència i la intransigència dels colons blancs de Rhodèsia del Sud de no voler compartir el poder. Nacionalistes negres aviat anirien a mantenir converses amb el govern britànic per retirar-se del procés de revisió, el que va portar al col·lapse de la federació.
El nou secretari de la Commonwealth va negociar el 1961 la nova constitució que reduïa els poders britànics. Al desembre de 1960, en virtut de l'article 40 de la Constitució Federal de 1953, el servei públic va ser finalment obert a totes les races sense cap restricció, independentment de la posició. Aquesta reforma es va fer massa tard per salvar la federació. L'abril del 1961, el partit de Hastings Kamuzu Banda va guanyar les eleccions al Consell Legislatiu de Nyasalàndia. Ja s'havia acordat que Nyasalàndia se separaria de la federació (es va mantenir en secret fins després de les eleccions al territori) i li fou concedida una autonomia interna.
El juliol de 1961 es va posar a referèndum una nova constitució per Rhodèsia del Sud, on es concedien 15 escons parlamentaris als negres d'un total de 65; els votants blancs eren 80.000 i els negres 4.000; aquests van fer boicot al referèndum que fou aprovat per la resta d'electors de Rhodèsia del Sud, gairebé tots blancs, contents de veure al Regne Unit renunciar als seus poders reservats que li permetien intervenir per defensar els interessos dels africans.
La Constitució va entrar en vigor el 6 de desembre de 1961, quan els primers disturbis violents van tenir lloc a Rhodèsia del Sud. Durant 1962, el govern britànic i els líders de la federació van acordar en privat deixar sortir a Nyasalàndia. Al març de 1962 a Rhodèsia del Sud, el Front Rhodesià (Rhodesian Front - RF), fundat pels blancs més hostils a la federació i al multi-racisme, va atacar la constitució i va proposar una esmena perquè creien que calia revertir "la intenció de promoure la dominació dels africans abans que haguessin adquirit suficient experiència de govern democràtic."
El 16 de maig de 1962, per raons oposades, el Comitè Especial de les Nacions Unides sobre la descolonització estava a favor de la dissolució de la federació. El 28 de juny de 1962, l'Assemblea General de l'ONU va demanar al Regne Unit a convocar una nova conferència constitucional que garanteixi els drets de la majoria de la població. El 30 d'octubre de 1962, en el fòrum de l'ONU, Roy Welensky encara tractant de salvar la federació, va declarar que "sense cap dubte, els africans serien la majoria en quinze anys." Al desembre de 1962, el Front de Rhodèsia o Front Rhodesià va guanyar les eleccions generals de Rhodèsia del Sud. L'objectiu del nou govern de la Federació era assegurar la supervivència de la dominació blanca.
Arran de les eleccions, la Gran Bretanya va reconèixer la ruptura política entre els blancs de Rhodèsia del Sud i els nacionalistes negres. A continuació, va reconèixer públicament el dret de Nyasalàndia, poblada amb un 99% dels negres, de deixar la federació. Hastings Kamuzu Banda es va convertir en el primer Primer Ministre negre de Nyasalàndia l'1 de febrer de 1963, quan els britànics encara controlaven el sistema financer, la seguretat i el sistema jurídic del país. El 29 de març de 1963, Gran Bretanya va reconèixer el dret a la secessió de Rhodèsia del Nord i en endavant la pressió de Rhodèsia del nord per sortir fou prou forta,
El 5 de juliol de 1963, la conferència de Victoria Falls fou el darrer intent per salvar la federació, i va acabar en un fracàs, establint que Rhodèsia del Nord obtindria el mateix tracte que Nyasalàndia; En Nyasalàndia, el nacionalista negre Hastings Banda, primer ministre del nou govern autònom, va negar qualsevol intent de resurrecció de la Federació i anunciava que el seu país estava preparat per obtenir la independència. A Rhodèsia del Nord, el seu homòleg Kenneth Kaunda, va adoptar la mateixa posició i ell també s'estava preparant per a la independència.
El 25 de juliol de 1963, el Parlament britànic va aprovar el final de la federació que va acabar jurídicament el 31 de desembre de 1963; durant els darrers sis mesos es van distribuir les propietats federals entre els tres territoris, incloent l'exèrcit federal.

## Economia

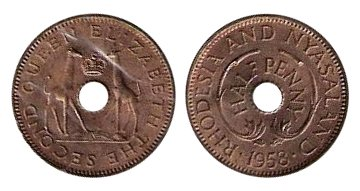
Moneda federal, 1958

Econòmicament la federació fou un èxit. El primer any el seu Producte Interior Brut fou de 350 milions de lliures i dos anys més tard de 450 milions. Els ingressos dels blancs eren deu vegades superiors als dels negres urbans o integrats a l'economia (un terç dels africans). La creació de la Presa de Kariba per generar energia hidroelèctrica (1955) fou en el seu moment la més gran del món amb un cost de 78 milions.

## La dissolució de la federació
El 31 de desembre de 1963 la Federació de Rhodèsia i Nyasalàndia es va dissoldre oficialment. Rhodèsia del Sud va ser el gran beneficiari de l'herència, ja que va heretar l'exèrcit federal. Els altres dos van anar tornant els territoris a l'administració de l'oficina colonial fins a la proclamació de la independència. L'1 de juliol de 1964 Nyasalàndia es va independitzar i va prendre el nom de Malawi, sent dirigit durant tres dècades per Hastings Banda amb règim de partit únic quasi tots. Rhodèsia del Nord es va convertir en la Zàmbia independent i fou dirigida per Kenneth Kaunda fins a 1991 també en règim de partit únic gairebé sempre.
Rhodèsia del Sud o Rhodèsia (nom que va adoptar després de la independència de Rhodèsia del Nord i l'abandonament d'aquest nom) es va convertir en un estat independent, que liderat pels colons blancs va declarar unilateralment la seva independència l'11 de novembre de 1965. Després d'una llarga guerra de la independència, el país passarà a dir-se Zimbàbue el 1980 pels nous líders negres.

## Les raons del fracàs de la Federació
"La federació era una bona idea, però va ser enfonsada per dues coses: el" vent de canvi "que es va estendre per Àfrica, amb una força política impredictible i la política de Huggins i després de Welensky que va actuar de manera que la Federació va aparèixer als africans com un símbol de la dominació blanca" ; Harold Macmillan, exprimer ministre britànic.
També es pot pensar que la principal causa del fracàs fou l'oposició irreductible dels "petits colons" a Rhodèsia del Sud (agricultors, artesans, obrers) a la federació. Ells van defensar obstinadament les seves terres i privilegis racials, convencent els negres dels dos protectorats de Rhodèsia del Nord i Nyasalàndia que la Federació i la seva política d'associació era una "farsa".

## Governadors generals
- John Jestyn Llewellin, primer baró Llewellin, 4 de setembre de 1953 - 24 de gener de 1957
  - Sir Robert Clarkson Tredgold (interí), 24 de gener de 1957 - febrer de 1957
  - William Murphy (interí), febrer de 1957 - 8 d'octubre de 1957)
- Simon Ramsay, setzè Earl de Dalhousie, 8 d'octubre de 1957 - maig de 1963)
- Sir Humphrey Vicary Gibbs (maig de 1963 - 31 de desembre de 1963)

## Primers Ministres
- Sir Godfrey Martin Huggins, 18 de desembre de 1953 a 2 de novembre de 1956
- Sir Roy Welensky, 2 de novembre de 1956 a 31 de desembre de 1963